# ساتورو سوزوکی
ساتورو سوزوکی (انگلیسی: Satoru Suzuki؛ زادهٔ ۱۹ ژوئیهٔ ۱۹۷۵) بازیکن فوتبال اهل ژاپن است.
از باشگاه‌هایی که در آن بازی کرده‌است می‌توان به باشگاه فوتبال سرزو اوساکا اشاره کرد.